# Bogga Bergström
Bo-Gunnar Carl Hjalmar "Bogga" Bergström, född 6 november 1921 i Göteborg, död 20 november 2003 i Kristinehamn, var en svensk militär, kolumnist och målare. 

## Biografi
Bergström var son till sjökaptenen Bo Bergström och Anna Sjöblom. Vidare var han bror till arkitekten Lennart Bergström och violinisten Marianne Berens. Han föddes i Göteborg men växte upp i Saltsjöbaden, där han tog studentexamen vid Saltsjöbadens samskola 1940. Bergström blev fänrik på A1 i Stockholm men utbildades i Skåne. Åren 1966–1967 verkade Bergström, som var major, som FN-observatör i Mellanöstern. Kapten i Kungliga Bergslagens artilleriregemente.
Bergström gifte sig med Christina Fischer, syster till filmfotografen Gunnar Fischer. I äktenskapet föddes flera barn, däribland konstnären Mats Bergström. Bogga Bergström är gravsatt i minneslunden på Gamla kyrkogården i Kristinehamn.